# Болгария на зимних Олимпийских играх 1972
Болгария принимала участие в зимних Олимпийских играх 1972 года в Саппоро (Япония) в восьмой раз за свою историю, но не завоевала ни одной медали. Лучшим результатом стало 27 место Ивана Пенева в слаломе.
Четверо спортсменов (все — мужчины) соревновались в двух видах спорта:
Горнолыжный спорт

| Спортсмен     | Соревнование      | Этап 1  | Этап 1    | Этап 2  | Этап 2    | Итог    | Итог      |
| Спортсмен     | Соревнование      | Время   | Результат | Время   | Результат | Время   | Результат |
| ------------- | ----------------- | ------- | --------- | ------- | --------- | ------- | --------- |
| Ресми Ресмиев | Скоростной спуск  |         |           |         |           | 2:03.01 | 45        |
| Иван Пенев    | Скоростной спуск  |         |           |         |           | 2:02.16 | 40        |
| Ресми Ресмиев | Гигантский слалом | 1:45.68 | 45        | 1:54.14 | 37        | 3:39.82 | 37        |
| Иван Пенев    | Гигантский слалом | 1:41.77 | 38        | 1:45.56 | 32        | 3:27.33 | 32        |

слалом
| Спортсмен     | Отборочный этап | Отборочный этап | Финал   | Финал | Финал   | Финал | Финал   | Финал |
| Спортсмен     | Время           | Место           | Время 1 | Место | Время 2 | Место | Итог    | Место |
| ------------- | --------------- | --------------- | ------- | ----- | ------- | ----- | ------- | ----- |
| Иван Пенев    | 1:53.24         | 5               | 1:06.84 | 39    | 1:02.84 | 27    | 2:09.68 | 27    |
| Ресми Ресмиев | DSQ             | -               | 1:05.82 | 37    | 1:05.28 | 29    | 2:11.10 | 29    |

Лыжные гонки
| Дистанция | Спортсмен         | Гонка          | Гонка |
| Дистанция | Спортсмен         | Время          | Место |
| --------- | ----------------- | -------------- | ----- |
| 15 км     | Венцислав Стоянов | 50:54.98       | 53    |
| 15 км     | Петр Панков       | 50:06.74       | 47    |
| 30 км     | Венцислав Стоянов | 1’47:11.68     | 46    |
| 30 км     | Петр Панков       | 1’45:50.66     | 39    |
| 50 км     | Венцислав Стоянов | не финишировал | —     |
| 50 км     | Петр Панков       | 2’57:12.15     | 28    |

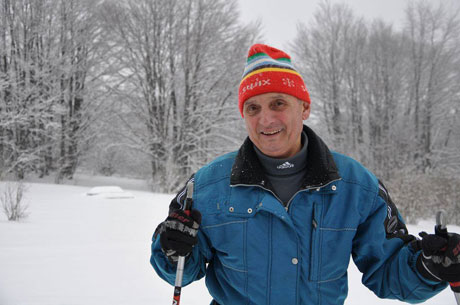
Петр Панков после завершения олимпийской карьеры

Самым молодым участником сборной был 22-летний горнолыжник Иван Пенев. Самым старшим был 26-летний лыжник Петр Панков, который уже имел олимпийский опыт: он представлял Болгарию и на предыдущих зимних Олимпийских играх в Гренобле.